# 一筋の軌跡/風をつかまえて
『一筋の軌跡/風をつかまえて』（ひとすじのきせき/かぜをつかまえて）は日本の男性ヴォーカルグループ、ゴスペラーズ（The Gospellers）の26枚目のシングル。2006年5月24日に発売されたキューンレコードから発売された。

## 解説
前作『ミモザ』から約1年7ヶ月ぶり、『終わらない世界/Vol.』以来となる両A面シングル。ベストアルバム『G10』発売後初となる新作である。
シングルリリースに先駆けて、2006年5月23日正午から36時間の期間限定でSony Music Online Japanのサイトジャックが行われ、「一筋の軌跡」と「風をつかまえて」のビデオクリップがフルコーラスで無料公開された。

## 収録曲
1. 一筋の軌跡 [5:11]
  - 作詞：ゴスペラーズ／作曲:酒井雄二／編曲：鷺巣詩郎
    - 日本テレビ系「音楽戦士 MUSIC FIGHTER」2006年5月度オープニングテーマ[4]
2. 風をつかまえて [5:18]
  - 作詞：安岡優／作曲：北山陽一／編曲：Ryuichiro Yamaki、北山陽一
    - トヨタ自動車「アイシス」CMソング[3]
3. Love Light [5:10]
  - 作詞：山田ひろし／作曲・編曲：Maestro-T

## 収録アルバム
- Be as One（#1,#2）
- G20（#1）